# Тур WTA 1989
Тур WTA 1989 - серія елітних професійних тенісних турнірів, які проходили під егідою Жіночої тенісної асоціації (WTA) упродовж 1989 року. Календар Туру WTA 1989 містив 61 турніри: турніри Великого шолома (під егідою Міжнародної тенісної федерації (ITF)), Фінал WTA та турніри 1-5 категорій. Сезон тривав з кінця листопада 1988 до листопада 1989 року.

## Графік
Нижче наведено повний розклад  турнірів сезону, включаючи перелік тенісистів, які дійшли на турнірах щонайменше до чвертьфіналу.
Позначення
| Турніри Великого шолома |
| Фінал WTA               |
| Категорія 6             |
| Категорія 5             |
| Категорія 4             |
| Категорія 3             |
| Категорія 2 та 1        |
| Командні змагання       |

### листопад 1988
| Тиждень      | Турнір | Чемпіонки                                       | Фіналістки              | Півфіналістки                    | Чвертьфіналістки                                                        |
| ------------ | --- | ----------------------------------------------- | ----------------------- | -------------------------------- | ----------------------------------------------------------------------- |
| 28 листопада | Danone Southern Cross Classic Аделаїда, Австралія Категорія 2 $100,000 - Тверде -32S/16D/30Q Одиночний розряд - Парний розряд | Яна Новотна 7–5, 6–4                            | Яна Поспішилова         | Марія Страндлунд Радка Зрубакова | Діанне Фромгольтц Катаріна Ліндквіст Рейчел Макквіллан Тіна Шоєр-Ларсен |
| 28 листопада | Danone Southern Cross Classic Аделаїда, Австралія Категорія 2 $100,000 - Тверде -32S/16D/30Q Одиночний розряд - Парний розряд | Сільвія Ганіка Клаудія Коде-Кільш 7–5, 6–7, 6–4 | Лорі Макніл Яна Новотна | Марія Страндлунд Радка Зрубакова | Діанне Фромгольтц Катаріна Ліндквіст Рейчел Макквіллан Тіна Шоєр-Ларсен |

### Січень
| Тиждень  | Турнір | Чемпіонки                                      | Фіналістки                            | Півфіналістки                      | Чвертьфіналістки                                                        |
| -------- | --- | ---------------------------------------------- | ------------------------------------- | ---------------------------------- | ----------------------------------------------------------------------- |
| 2 січня  | Danone Hardcourt Championships Брисбен, Австралія Категорія 2 $150,000 - Тверде(Rebound Ace) - 64S/32D/32Q Одиночний розряд - Парний розряд           | Гелена Сукова 7–6(8–6), 7–6(8–6)               | Бренда Шульц-Маккарті                 | Патті Фендік Дженні Бірн           | Катрін Танв'є Ніколь Брадтке Яна Новотна Енн Мінтер                     |
| 2 січня  | Danone Hardcourt Championships Брисбен, Австралія Категорія 2 $150,000 - Тверде(Rebound Ace) - 64S/32D/32Q Одиночний розряд - Парний розряд           | Яна Новотна Гелена Сукова 6–7(4–7), 6–1, 6–2   | Патті Фендік Джилл Гетерінгтон        | Патті Фендік Дженні Бірн           | Катрін Танв'є Ніколь Брадтке Яна Новотна Енн Мінтер                     |
| 9 січня  | New South Wales Open Сідней, Австралія Категорія 3 $200,000 -Тверде(Rebound Ace) - 56S/28D/32Q Одиночний розряд - Парний розряд                       | Мартіна Навратілова 6–2, 6–4                   | Катаріна Ліндквіст                    | Гана Мандлікова Террі Фелпс        | Патті Фендік Юдіт Візнер Мері Джо Фернандес Пем Шрайвер                 |
| 9 січня  | New South Wales Open Сідней, Австралія Категорія 3 $200,000 -Тверде(Rebound Ace) - 56S/28D/32Q Одиночний розряд - Парний розряд                       | Мартіна Навратілова Пем Шрайвер 6–3, 6–3       | Елізабет Смайлі Венді Тернбулл        | Гана Мандлікова Террі Фелпс        | Патті Фендік Юдіт Візнер Мері Джо Фернандес Пем Шрайвер                 |
| 16 січня | Відкритий чемпіонат Австралії з тенісу Мельбурн, Австралія $937,882 - Тверде(Rebound Ace) - 128S/64D/32X/48Q Одиночний розряд - Парний розряд - Мікст | Штеффі Граф 6–4, 6-4                           | Гелена Сукова                         | Габріела Сабатіні Белінда Кордвелл | Клаудія Коде-Кільш Мартіна Навратілова Зіна Гаррісон Катаріна Ліндквіст |
| 16 січня | Відкритий чемпіонат Австралії з тенісу Мельбурн, Австралія $937,882 - Тверде(Rebound Ace) - 128S/64D/32X/48Q Одиночний розряд - Парний розряд - Мікст | Мартіна Навратілова Пем Шрайвер 3–6, 6–3, 6–2  | Патті Фендік Джилл Гетерінгтон        | Габріела Сабатіні Белінда Кордвелл | Клаудія Коде-Кільш Мартіна Навратілова Зіна Гаррісон Катаріна Ліндквіст |
| 16 січня | Відкритий чемпіонат Австралії з тенісу Мельбурн, Австралія $937,882 - Тверде(Rebound Ace) - 128S/64D/32X/48Q Одиночний розряд - Парний розряд - Мікст | Яна Новотна Джим П'ю 6–3, 6–4                  | Зіна Гаррісон Шервуд Стюарт           | Габріела Сабатіні Белінда Кордвелл | Клаудія Коде-Кільш Мартіна Навратілова Зіна Гаррісон Катаріна Ліндквіст |
| 30 січня | Nutri-Metics Open Окленд (Нова Зеландія), Нова Зеландія Категорія 1 $75,000 -Тверде -32S/16D/32Q Одиночний розряд - Парний розряд                     | Патті Фендік 6–2, 6–0                          | Белінда Кордвелл                      | Донна Фейбер Джо Дьюрі             | Марія Ліндстрем Кончіта Мартінес Беверлі Бовіс Вілтруд Пробст           |
| 30 січня | Nutri-Metics Open Окленд (Нова Зеландія), Нова Зеландія Категорія 1 $75,000 -Тверде -32S/16D/32Q Одиночний розряд - Парний розряд                     | Патті Фендік Джилл Гетерінгтон 6–4, 6–4        | Елізабет Смайлі Дженін Томпсон        | Донна Фейбер Джо Дьюрі             | Марія Ліндстрем Кончіта Мартінес Беверлі Бовіс Вілтруд Пробст           |
| 30 січня | Toray Pan Pacific Open Токіо, Японія Категорія 4 $250,000 - Килим (i) - 32S/16D/32Q Одиночний розряд - Парний розряд                                  | Мартіна Навратілова 6–7(3–7), 6–3, 7–6(7–5)    | Лорі Макніл                           | Мері Джо Фернандес Зіна Гаррісон   | Габріела Сабатіні Клаудія Коде-Кільш Моллі Ван Ностранд Кріс Еверт      |
| 30 січня | Toray Pan Pacific Open Токіо, Японія Категорія 4 $250,000 - Килим (i) - 32S/16D/32Q Одиночний розряд - Парний розряд                                  | Катріна Адамс Зіна Гаррісон 6–3, 3–6, 7–6(7–5) | Мері Джо Фернандес Клаудія Коде-Кільш | Мері Джо Фернандес Зіна Гаррісон   | Габріела Сабатіні Клаудія Коде-Кільш Моллі Ван Ностранд Кріс Еверт      |

### Лютий
| Тиждень   | Турнір | Чемпіонки                                       | Фіналістки                             | Півфіналістки                      | Чвертьфіналістки                                                 |
| --------- | --- | ----------------------------------------------- | -------------------------------------- | ---------------------------------- | ---------------------------------------------------------------- |
| 6 лютого  | Fernleaf Classic Веллінгтон, Нова Зеландія Категорія 1 $50,000 - Тверде - 32S/16D/28Q Одиночний розряд - Парний розряд             | Кончіта Мартінес 6–1, 6–2                       | Джо-Анн Фолл                           | Лей-Енн Елдредж Сандра Вассерман   | Елізабет Смайлі Мартіна Павлік Гелл Сіоффі Белінда Кордвелл      |
| 6 лютого  | Fernleaf Classic Веллінгтон, Нова Зеландія Категорія 1 $50,000 - Тверде - 32S/16D/28Q Одиночний розряд - Парний розряд             | Елізабет Смайлі Джанін Тремеллінг 7–6(7–3), 6–1 | Трейсі Мортон-Роджерс Гайді Шпрунґ     | Лей-Енн Елдредж Сандра Вассерман   | Елізабет Смайлі Мартіна Павлік Гелл Сіоффі Белінда Кордвелл      |
| 13 лютого | Virginia Slims of Washington Вашингтон, США Категорія 5 $300,000 - Тверде (i) - 32S/16D/30Q Одиночний розряд - Парний розряд       | Штеффі Граф 6–1, 7–5                            | Зіна Гаррісон                          | Наташа Звєрєва Моніка Селеш        | Гелен Келесі Лейла Месхі Мануела Малеєва Джиджі Фернандес        |
| 13 лютого | Virginia Slims of Washington Вашингтон, США Категорія 5 $300,000 - Тверде (i) - 32S/16D/30Q Одиночний розряд - Парний розряд       | Бетсі Нагелсен Пем Шрайвер 6–2, 6–3             | Наташа Звєрєва Лариса Савченко-Нейланд | Наташа Звєрєва Моніка Селеш        | Гелен Келесі Лейла Месхі Мануела Малеєва Джиджі Фернандес        |
| 20 лютого | Virginia Slims of California Окленд (Каліфорнія), США Категорія 4 $250,000 - Тверде (i) - 32S/16D Одиночний розряд - Парний розряд | Зіна Гаррісон 6–1, 7–5                          | Лариса Савченко-Нейланд                | Мартіна Навратілова Наташа Звєрєва | Дженні Бірн Патті Фендік Джиджі Фернандес Наталі Тозья           |
| 20 лютого | Virginia Slims of California Окленд (Каліфорнія), США Категорія 4 $250,000 - Тверде (i) - 32S/16D Одиночний розряд - Парний розряд | Патті Фендік Джилл Гетерінгтон 7–5, 3–6, 6–2    | Наташа Звєрєва Лариса Савченко-Нейланд | Мартіна Навратілова Наташа Звєрєва | Дженні Бірн Патті Фендік Джиджі Фернандес Наталі Тозья           |
| 20 лютого | Virginia Slims of Kansas Вічита, США Категорія 2 $100,000 - Тверде (i) - 32S/16D/32Q Одиночний розряд - Парний розряд              | Емі Фрейзер 4–6, 6–4, 6–0                       | Барбара Поттер                         | Сьюзен Слоун Мередіт Макґрат       | Лейла Месхі Луїс Аллен Манон Боллеграф Гелен Келесі              |
| 20 лютого | Virginia Slims of Kansas Вічита, США Категорія 2 $100,000 - Тверде (i) - 32S/16D/32Q Одиночний розряд - Парний розряд              | Манон Боллеграф Ліз Грегорі 6–2, 7–6(7–5)       | Сенді Коллінз Лейла Месхі              | Сьюзен Слоун Мередіт Макґрат       | Лейла Месхі Луїс Аллен Манон Боллеграф Гелен Келесі              |
| 27 лютого | U.S. Women's Hard Court Championships Сан-Антоніо, США Категорія 3 $200,000 - Тверде - 32S/16D Одиночний розряд - Парний розряд    | Штеффі Граф 6–1, 6–4                            | Енн Генрікссон                         | Гана Мандлікова Катріна Адамс      | Террі Фелпс Камілл Бенджамін Лінда Феррандо Патті Фендік         |
| 27 лютого | U.S. Women's Hard Court Championships Сан-Антоніо, США Категорія 3 $200,000 - Тверде - 32S/16D Одиночний розряд - Парний розряд    | Катріна Адамс Пем Шрайвер 3–6, 6–1, 6–4         | Патті Фендік Джилл Гетерінгтон         | Гана Мандлікова Катріна Адамс      | Террі Фелпс Камілл Бенджамін Лінда Феррандо Патті Фендік         |
| 27 лютого | Virginia Slims of Oklahoma Оклахома-Сіті, США Категорія 2 $100,000 - Тверде (i) - 32S/16D/32Q Одиночний розряд - Парний розряд     | Манон Боллеграф 6–4, 6–4                        | Лейла Месхі                            | Іноуе Ецуко Раффаелла Реджі        | Бетсі Нагелсен Емі Фрейзер Карлінг Бассетт-Сегусо Клаудія Порвік |
| 27 лютого | Virginia Slims of Oklahoma Оклахома-Сіті, США Категорія 2 $100,000 - Тверде (i) - 32S/16D/32Q Одиночний розряд - Парний розряд     | Лорі Макніл Бетсі Нагелсен w/o                  | Еліз Берджін Елізабет Смайлі           | Іноуе Ецуко Раффаелла Реджі        | Бетсі Нагелсен Емі Фрейзер Карлінг Бассетт-Сегусо Клаудія Порвік |

### Березень
| Тиждень    | Турнір | Чемпіонки                                      | Фіналістки                   | Півфіналістки                 | Чвертьфіналістки                                           |
| ---------- | --- | ---------------------------------------------- | ---------------------------- | ----------------------------- | ---------------------------------------------------------- |
| 6 березня  | Newsweek Champions Cup and the Virginia Slims of Indian Wells Палм-Спрінгз, США Категорія 4 $250,000 - Тверде - 32S/16D/64Q Одиночний розряд - Парний розряд | Мануела Малеєва 6–4, 6–1                       | Дженні Бірн                  | Гана Мандлікова Гелена Сукова | Ізабель Демонжо Пем Шрайвер Катаріна Ліндквіст Яна Новотна |
| 6 березня  | Newsweek Champions Cup and the Virginia Slims of Indian Wells Палм-Спрінгз, США Категорія 4 $250,000 - Тверде - 32S/16D/64Q Одиночний розряд - Парний розряд | Гана Мандлікова Пем Шрайвер 6–3, 6–7(4–7), 6–3 | Розалін Феербенк Гретхен Раш | Гана Мандлікова Гелена Сукова | Ізабель Демонжо Пем Шрайвер Катаріна Ліндквіст Яна Новотна |
| 13 березня | Virginia Slims of Florida Бока-Ратон, США Категорія 5 $300,000 - Тверде - 56S/28D/32Q Одиночний розряд - Парний розряд                                       | Штеффі Граф 4–6, 6–2, 6–3                      | Кріс Еверт                   | Гелена Сукова Яна Новотна     | Гелен Келесі Гелл Сіоффі Мері Джо Фернандес Террі Фелпс    |
| 13 березня | Virginia Slims of Florida Бока-Ратон, США Категорія 5 $300,000 - Тверде - 56S/28D/32Q Одиночний розряд - Парний розряд                                       | Яна Новотна Гелена Сукова 6–4, 6–2             | Джо Дьюрі Мері Джо Фернандес | Гелена Сукова Яна Новотна     | Гелен Келесі Гелл Сіоффі Мері Джо Фернандес Террі Фелпс    |
| 20 березня | Lipton International Players Championships Кі-Біскейн (Флорида), США Категорія 5 $750,000 - Тверде - 128S/64D/16X/64Q Одиночний розряд - Парний розряд       | Габріела Сабатіні 6–1, 4–6, 6–2                | Кріс Еверт                   | Гелена Сукова Зіна Гаррісон   | Ізабель Демонжо Раффаелла Реджі Яна Новотна Гелен Келесі   |
| 20 березня | Lipton International Players Championships Кі-Біскейн (Флорида), США Категорія 5 $750,000 - Тверде - 128S/64D/16X/64Q Одиночний розряд - Парний розряд       | Яна Новотна Гелена Сукова 7–6 (7–5), 6–4       | Джиджі Фернандес Лорі Макніл | Гелена Сукова Зіна Гаррісон   | Ізабель Демонжо Раффаелла Реджі Яна Новотна Гелен Келесі   |

### Квітень
| Тиждень   | Турнір | Чемпіонки                                                 | Фіналістки                        | Півфіналістки                             | Чвертьфіналістки                                               |
| --------- | --- | --------------------------------------------------------- | --------------------------------- | ----------------------------------------- | -------------------------------------------------------------- |
| 3 квітня  | Family Circle Cup Гілтон-Гед-Айленд (Південна Кароліна), США Категорія 5 $300,000 - Ґрунт - 64S/32D/32Q Одиночний розряд - Парний розряд | Штеффі Граф 6–1, 6–1                                      | Наташа Звєрєва                    | Аранча Санчес Вікаріо Мартіна Навратілова | Радка Зрубакова Лінда Феррандо Лейла Месхі Гана Мандлікова     |
| 3 квітня  | Family Circle Cup Гілтон-Гед-Айленд (Південна Кароліна), США Категорія 5 $300,000 - Ґрунт - 64S/32D/32Q Одиночний розряд - Парний розряд | Гана Мандлікова Мартіна Навратілова 6–4, 6–1              | Мері-Лу Деніелс Венді Вайт        | Аранча Санчес Вікаріо Мартіна Навратілова | Радка Зрубакова Лінда Феррандо Лейла Месхі Гана Мандлікова     |
| 10 квітня | Bausch & Lomb Championships Амелія (острів), США Категорія 5 $300,000 - Ґрунт - 64S/32D/32Q Одиночний розряд - Парний розряд             | Габріела Сабатіні 3–6, 6–3, 7–5                           | Штеффі Граф                       | Аранча Санчес Вікаріо Мартіна Навратілова | Гана Мандлікова Юдіт Візнер Ангелікі Канеллопулу Кеті Ріналді  |
| 10 квітня | Bausch & Lomb Championships Амелія (острів), США Категорія 5 $300,000 - Ґрунт - 64S/32D/32Q Одиночний розряд - Парний розряд             | Лариса Савченко-Нейланд Наташа Звєрєва 7–6(7–4), 2–6, 6–1 | Мартіна Навратілова Пем Шрайвер   | Аранча Санчес Вікаріо Мартіна Навратілова | Гана Мандлікова Юдіт Візнер Ангелікі Канеллопулу Кеті Ріналді  |
| 10 квітня | DHL Open Сінгапур Категорія 1 $75,000 - Тверде - 32S/16D/32Q Одиночний розряд - Парний розряд                                            | Белінда Кордвелл 6–1, 6–0                                 | Кідзімута Акіко                   | Монік Джейвер Сандра Вассерман            | Івона Кучиньська Ева Крапль Анн Девріє Луїс Аллен              |
| 10 квітня | DHL Open Сінгапур Категорія 1 $75,000 - Тверде - 32S/16D/32Q Одиночний розряд - Парний розряд                                            | Белінда Кордвелл Елізабет Смайлі 6–7(6–8), 6–2, 6–1       | Енн Генрікссон Бет Герр           | Монік Джейвер Сандра Вассерман            | Івона Кучиньська Ева Крапль Анн Девріє Луїс Аллен              |
| 17 квітня | Eckerd Open Тампа, США Категорія 3 $200,000 - Ґрунт - 32S/16D/32Q Одиночний розряд - Парний розряд                                       | Кончіта Мартінес 6–3, 6–2                                 | Габріела Сабатіні                 | Аранча Санчес Вікаріо Сандра Чеккіні      | Лінда Феррандо Розалін Феербенк Гелл Сіоффі Петра Лангрова     |
| 17 квітня | Eckerd Open Тампа, США Категорія 3 $200,000 - Ґрунт - 32S/16D/32Q Одиночний розряд - Парний розряд                                       | Бренда Шульц-Маккарті Андреа Темешварі 7–6(8–6), 6–4      | Еліз Берджін Розалін Феербенк     | Аранча Санчес Вікаріо Сандра Чеккіні      | Лінда Феррандо Розалін Феербенк Гелл Сіоффі Петра Лангрова     |
| 17 квітня | Suntory Japan Open Tennis Championships Токіо, Японія Категорія 2 $100,000 - Тверде - 32S/16D Одиночний розряд - Парний розряд           | Окамото Куміко 6–4, 6–2                                   | Елізабет Смайлі                   | Енн Мінтер Белінда Кордвелл               | Бетсі Нагелсен Сандра Вассерман Дате-Крумм Кіміко Іноуе Ецуко  |
| 17 квітня | Suntory Japan Open Tennis Championships Токіо, Японія Категорія 2 $100,000 - Тверде - 32S/16D Одиночний розряд - Парний розряд           | Джилл Гетерінгтон Елізабет Смайлі 6–1, 6–3                | Енн Генрікссон Бет Герр           | Енн Мінтер Белінда Кордвелл               | Бетсі Нагелсен Сандра Вассерман Дате-Крумм Кіміко Іноуе Ецуко  |
| 24 квітня | Spanish Open Барселона, Іспанія Категорія 2 $100,000 - Ґрунт - 32S/16D/32Q Одиночний розряд - Парний розряд                              | Аранча Санчес Вікаріо 6–2, 5–7, 6–1                       | Гелен Келесі                      | Яна Новотна Ева Швіглерова                | Раффаелла Реджі Тіна Шоєр-Ларсен Сільвія Ганіка Барбара Романо |
| 24 квітня | Spanish Open Барселона, Іспанія Категорія 2 $100,000 - Ґрунт - 32S/16D/32Q Одиночний розряд - Парний розряд                              | Яна Новотна Тіна Шоєр-Ларсен 6–2, 2–6, 7–6(7–3)           | Аранча Санчес Вікаріо Юдіт Візнер | Яна Новотна Ева Швіглерова                | Раффаелла Реджі Тіна Шоєр-Ларсен Сільвія Ганіка Барбара Романо |
| 24 квітня | Taipei Women's Championships Тайбей, Тайвань Категорія 1 $50,000 - Ґрунт - 32S/16D/32Q Одиночний розряд - Парний розряд                  | Енн Мінтер 6–1, 4–6, 6–2                                  | Кеммі Макгрегор                   | Ева Крапль Гезер Ладлофф                  | Бет Герр Елізабет Смайлі Бетсі Нагелсен Сабін Аппельманс       |
| 24 квітня | Taipei Women's Championships Тайбей, Тайвань Категорія 1 $50,000 - Ґрунт - 32S/16D/32Q Одиночний розряд - Парний розряд                  | Марія Ліндстрем Гезер Ладлофф 4–6, 7–5, 6–3               | Сесілія Дальман Міягі Нана        | Ева Крапль Гезер Ладлофф                  | Бет Герр Елізабет Смайлі Бетсі Нагелсен Сабін Аппельманс       |
| 24 квітня | Virginia Slims of Houston Х'юстон, США Категорія 4 $250,000 - Ґрунт - 32S/16D/32Q Одиночний розряд - Парний розряд                       | Моніка Селеш 3–6, 6–1, 6–4                                | Кріс Еверт                        | Сьюзен Слоун Керрі Каннінгем              | Гретхен Раш Лорі Макніл Кім Кессаріс Андреа Темешварі          |
| 24 квітня | Virginia Slims of Houston Х'юстон, США Категорія 4 $250,000 - Ґрунт - 32S/16D/32Q Одиночний розряд - Парний розряд                       | Катріна Адамс Зіна Гаррісон 6–3, 6–4                      | Джиджі Фернандес Лорі Макніл      | Сьюзен Слоун Керрі Каннінгем              | Гретхен Раш Лорі Макніл Кім Кессаріс Андреа Темешварі          |

### Травень
| Тиждень   | Турнір | Чемпіонки                                       | Фіналістки                               | Півфіналістки                        | Чвертьфіналістки                                                       |
| --------- | --- | ----------------------------------------------- | ---------------------------------------- | ------------------------------------ | ---------------------------------------------------------------------- |
| 1 травня  | Citizen Cup Гамбург, West Німеччина Категорія 3 $200,000 - Ґрунт - 56S/28D Одиночний розряд - Парний розряд                        | Штеффі Граф w/o                                 | Яна Новотна                              | Беттіна Фулько Аранча Санчес Вікаріо | Рейчел Макквіллан Наталі Тозья Барбара Паулюс Радка Зрубакова          |
| 1 травня  | Citizen Cup Гамбург, West Німеччина Категорія 3 $200,000 - Ґрунт - 56S/28D Одиночний розряд - Парний розряд                        | Ізабель Демонжо Наталі Тозья w/o                | Яна Новотна Гелена Сукова                | Беттіна Фулько Аранча Санчес Вікаріо | Рейчел Макквіллан Наталі Тозья Барбара Паулюс Радка Зрубакова          |
| 1 травня  | Mantegazza Cup Таранто, Італія Категорія 1 $50,000 - Ґрунт - 32S/16D/32Q Одиночний розряд - Парний розряд                          | Карін Кентрек 6–3, 5–7, 6–3                     | Каті Каверзасіо                          | Ніжі Діас Сабрина Голеш              | Лусіана Корсато-Овсянка Сільвія Фаріна-Елія Лаура Голарса Мерседес Пас |
| 1 травня  | Mantegazza Cup Таранто, Італія Категорія 1 $50,000 - Ґрунт - 32S/16D/32Q Одиночний розряд - Парний розряд                          | Сабрина Голеш Мерседес Пас 6–2, 6–2             | Софі Ам'яш Емманюель Дерлі               | Ніжі Діас Сабрина Голеш              | Лусіана Корсато-Овсянка Сільвія Фаріна-Елія Лаура Голарса Мерседес Пас |
| 8 травня  | Internazionali d'Italia Рим, Італія Категорія 5 $300,000 - Ґрунт - 64S/32D/32Q Одиночний розряд - Парний розряд                    | Габріела Сабатіні 6–2, 5–7, 6–4                 | Аранча Санчес Вікаріо                    | Беттіна Фулько Наталі Тозья          | Сандра Чеккіні Раффаелла Реджі Сабрина Голеш Юдіт Візнер               |
| 8 травня  | Internazionali d'Italia Рим, Італія Категорія 5 $300,000 - Ґрунт - 64S/32D/32Q Одиночний розряд - Парний розряд                    | Елізабет Смайлі Джанін Тремеллінг 6–4, 6–3      | Манон Боллеграф Мерседес Пас             | Беттіна Фулько Наталі Тозья          | Сандра Чеккіні Раффаелла Реджі Сабрина Голеш Юдіт Візнер               |
| 15 травня | Lufthansa Cup Берлін, West Німеччина Категорія 5 $300,000 - Ґрунт - 64S/32D/32Q Одиночний розряд - Парний розряд                   | Штеффі Граф 6–3, 6–1                            | Габріела Сабатіні                        | Гелен Келесі Ізабель Куето           | Сандра Чеккіні Барбара Паулюс Регіна Райхртова Сільвія Ганіка          |
| 15 травня | Lufthansa Cup Берлін, West Німеччина Категорія 5 $300,000 - Ґрунт - 64S/32D/32Q Одиночний розряд - Парний розряд                   | Елізабет Смайлі Джанін Тремеллінг 5–7, 6–3, 6–2 | Ліз Грегорі Гретхен Раш                  | Гелен Келесі Ізабель Куето           | Сандра Чеккіні Барбара Паулюс Регіна Райхртова Сільвія Ганіка          |
| 22 травня | European Open Женева, Швейцарія Категорія 2 $100,000 - Ґрунт - 32S/16D/32Q Одиночний розряд - Парний розряд                        | Мануела Малеєва 6–4, 6–0                        | Кончіта Мартінес                         | Барбара Паулюс Лаура Гарроне         | Лариса Савченко-Нейланд Белінда Кордвелл Еліз Берджін Лаура Лапі       |
| 22 травня | European Open Женева, Швейцарія Категорія 2 $100,000 - Ґрунт - 32S/16D/32Q Одиночний розряд - Парний розряд                        | Катріна Адамс Лорі Макніл 2–6, 6–3, 6–4         | Лариса Савченко-Нейланд Наташа Звєрєва   | Барбара Паулюс Лаура Гарроне         | Лариса Савченко-Нейланд Белінда Кордвелл Еліз Берджін Лаура Лапі       |
| 22 травня | Internationaux de Strasbourg Страсбург, Франція Категорія 2 $100,000 - Ґрунт - 32S/16D/32Q Одиночний розряд - Парний розряд        | Яна Новотна 6–1, 6–2                            | Патрісія Тарабіні                        | Вілтруд Пробст Джо-Анн Фолл          | Енн Гроссман Беттіна Фулько Сьюзен Слоун Гретхен Раш                   |
| 22 травня | Internationaux de Strasbourg Страсбург, Франція Категорія 2 $100,000 - Ґрунт - 32S/16D/32Q Одиночний розряд - Парний розряд        | Мерседес Пас Юдіт Візнер 6–3, 6–3               | Ліз Грегорі Гретхен Раш                  | Вілтруд Пробст Джо-Анн Фолл          | Енн Гроссман Беттіна Фулько Сьюзен Слоун Гретхен Раш                   |
| 29 травня | Відкритий чемпіонат Франції з тенісу Париж, Франція $1,945,400 - Ґрунт - 128S/64D/56X/64Q Одиночний розряд - Парний розряд - Мікст | Аранча Санчес Вікаріо 7–6(8–6), 3–6, 7–5        | Штеффі Граф                              | Моніка Селеш Мері Джо Фернандес      | Кончіта Мартінес Мануела Малеєва Яна Новотна Гелен Келесі              |
| 29 травня | Відкритий чемпіонат Франції з тенісу Париж, Франція $1,945,400 - Ґрунт - 128S/64D/56X/64Q Одиночний розряд - Парний розряд - Мікст | Лариса Савченко-Нейланд Наташа Звєрєва 6–4, 6–4 | Штеффі Граф Габріела Сабатіні            | Моніка Селеш Мері Джо Фернандес      | Кончіта Мартінес Мануела Малеєва Яна Новотна Гелен Келесі              |
| 29 травня | Відкритий чемпіонат Франції з тенісу Париж, Франція $1,945,400 - Ґрунт - 128S/64D/56X/64Q Одиночний розряд - Парний розряд - Мікст | Манон Боллеграф Том Найссен 6–3, 6–7, 6–2       | Орасіо де ла Пенья Аранча Санчес Вікаріо | Моніка Селеш Мері Джо Фернандес      | Кончіта Мартінес Мануела Малеєва Яна Новотна Гелен Келесі              |

### Червень
| Тиждень   | Турнір | Чемпіонки                                            | Фіналістки                             | Півфіналістки                     | Чвертьфіналістки                                                 |
| --------- | --- | ---------------------------------------------------- | -------------------------------------- | --------------------------------- | ---------------------------------------------------------------- |
| 12 червня | Dow Classic Бірмінгем, Велика Британія Категорія 2 $150,000 - Трава - 64S/32D/32Q Одиночний розряд - Парний розряд                  | Мартіна Навратілова 7–6(7–5), 6–3                    | Зіна Гаррісон                          | Елна Рейнах Клаудія Коде-Кільш    | Крістін Кунс Бетсі Нагелсен Енн Генрікссон Дате-Крумм Кіміко     |
| 12 червня | Dow Classic Бірмінгем, Велика Британія Категорія 2 $150,000 - Трава - 64S/32D/32Q Одиночний розряд - Парний розряд                  | Лариса Савченко-Нейланд Наташа Звєрєва 7–5, 5–7, 6–0 | Мередіт Макґрат Пем Шрайвер            | Елна Рейнах Клаудія Коде-Кільш    | Крістін Кунс Бетсі Нагелсен Енн Генрікссон Дате-Крумм Кіміко     |
| 19 червня | Pilkington Glass Championships Істборн, Велика Британія Категорія 5 $300,000 - Трава - 64S/32D/32Q Одиночний розряд - Парний розряд | Мартіна Навратілова 7–6(7–2), 6–2                    | Раффаелла Реджі                        | Розалін Феербенк Джиджі Фернандес | Мері Джо Фернандес Бетсі Нагелсен Іноуе Ецуко Кідзімута Акіко    |
| 19 червня | Pilkington Glass Championships Істборн, Велика Британія Категорія 5 $300,000 - Трава - 64S/32D/32Q Одиночний розряд - Парний розряд | Катріна Адамс Зіна Гаррісон 6–3, retired             | Яна Новотна Гелена Сукова              | Розалін Феербенк Джиджі Фернандес | Мері Джо Фернандес Бетсі Нагелсен Іноуе Ецуко Кідзімута Акіко    |
| 26 червня | Вімблдонський турнір Лондон, Велика Британія $2,204,162 - Трава - 128S/64D/64Q/64X Одиночний розряд - Парний розряд - Мікст         | Штеффі Граф 6–2, 6–7(1–7), 6–1                       | Мартіна Навратілова                    | Кріс Еверт Катаріна Ліндквіст     | Аранча Санчес Вікаріо Лаура Голарса Розалін Феербенк Гретхен Раш |
| 26 червня | Вімблдонський турнір Лондон, Велика Британія $2,204,162 - Трава - 128S/64D/64Q/64X Одиночний розряд - Парний розряд - Мікст         | Яна Новотна Гелена Сукова 6–1, 6–2                   | Лариса Савченко-Нейланд Наташа Звєрєва | Кріс Еверт Катаріна Ліндквіст     | Аранча Санчес Вікаріо Лаура Голарса Розалін Феербенк Гретхен Раш |
| 26 червня | Вімблдонський турнір Лондон, Велика Британія $2,204,162 - Трава - 128S/64D/64Q/64X Одиночний розряд - Парний розряд - Мікст         | Яна Новотна Джим П'ю 6–4, 5–7, 6–4                   | Дженні Бірн Марк Кратцманн             | Кріс Еверт Катаріна Ліндквіст     | Аранча Санчес Вікаріо Лаура Голарса Розалін Феербенк Гретхен Раш |

### Липень
| Тиждень  | Турнір | Чемпіонки                                       | Фіналістки                         | Півфіналістки                       | Чвертьфіналістки                                                 |
| -------- | --- | ----------------------------------------------- | ---------------------------------- | ----------------------------------- | ---------------------------------------------------------------- |
| 10 липня | Arcachon Cup Аркашон, Франція Категорія 2 $100,000 - Ґрунт - 32S/16D/32Q Одиночний розряд - Парний розряд                                                                 | Юдіт Візнер 6–3, 6–7(3–7), 6–1                  | Барбара Паулюс                     | Ніколе Мунс-Ягерман Мерседес Пас    | Каті Каверзасіо Забіне Гак Ізабель Куето Флоренсія Лабат         |
| 10 липня | Arcachon Cup Аркашон, Франція Категорія 2 $100,000 - Ґрунт - 32S/16D/32Q Одиночний розряд - Парний розряд                                                                 | Сандра Чеккіні Патрісія Тарабіні 6–3, 7–6(7–5)  | Мерседес Пас Бренда Шульц-Маккарті | Ніколе Мунс-Ягерман Мерседес Пас    | Каті Каверзасіо Забіне Гак Ізабель Куето Флоренсія Лабат         |
| 17 липня | Belgian Open Брюссельський столичний регіон, Бельгія Категорія 2 $100,000 - Ґрунт - 32S/16D/32Q Одиночний розряд - Парний розряд                                          | Радка Зрубакова 7–6(8–6), 6–4                   | Мерседес Пас                       | Манон Боллеграф Ніколе Мунс-Ягерман | Яна Новотна Леона Ласкова Сандра Вассерман Бренда Шульц-Маккарті |
| 17 липня | Belgian Open Брюссельський столичний регіон, Бельгія Категорія 2 $100,000 - Ґрунт - 32S/16D/32Q Одиночний розряд - Парний розряд                                          | Манон Боллеграф Мерседес Пас 6–1, 6–2           | Карін Баккум Сімоне Шилдер         | Манон Боллеграф Ніколе Мунс-Ягерман | Яна Новотна Леона Ласкова Сандра Вассерман Бренда Шульц-Маккарті |
| 17 липня | Estoril Open Ешторіл, Португалія Категорія 2 $100,000 - Ґрунт - 32S/16D/32Q Одиночний розряд - Парний розряд                                                              | Ізабель Куето 7–6(7–3), 6–2                     | Сандра Чеккіні                     | Катя Пікколіні Патрісія Тарабіні    | Лаура Гарроне Регіна Райхртова Андреа Віейра Барбара Паулюс      |
| 17 липня | Estoril Open Ешторіл, Португалія Категорія 2 $100,000 - Ґрунт - 32S/16D/32Q Одиночний розряд - Парний розряд                                                              | Іва Бударжова Регіна Райхртова 6–2, 6–4         | Габі Кастро Кончіта Мартінес       | Катя Пікколіні Патрісія Тарабіні    | Лаура Гарроне Регіна Райхртова Андреа Віейра Барбара Паулюс      |
| 17 липня | Hall of Fame Tennis Championships and the Virginia Slims of Newport Ньюпорт (Род-Айленд), США Категорія 3 $200,000 - Трава - 32S/16D/32Q Одиночний розряд - Парний розряд | Зіна Гаррісон 6–0, 6–1                          | Пем Шрайвер                        | Джиджі Фернандес Розалін Феербенк   | Мішелл Джаггерд-Лай Лаура Аррая Ху На Джилл Гетерінгтон          |
| 17 липня | Hall of Fame Tennis Championships and the Virginia Slims of Newport Ньюпорт (Род-Айленд), США Категорія 3 $200,000 - Трава - 32S/16D/32Q Одиночний розряд - Парний розряд | Джиджі Фернандес Лорі Макніл 6–3, 6–7(5–7), 7–5 | Елізабет Смайлі Венді Тернбулл     | Джиджі Фернандес Розалін Феербенк   | Мішелл Джаггерд-Лай Лаура Аррая Ху На Джилл Гетерінгтон          |
| 24 липня | OTB Open Скенектаді, США Категорія 1 $75,000 - Тверде - 56S/28D Одиночний розряд - Парний розряд                                                                          | Лаура Аррая 6–4, 6–3                            | Маріанн Вердел                     | Гретхен Раш Гелл Сіоффі             | Енн Генрікссон Рената Марцинковська Стейсі Мартін Сандра Берч    |
| 24 липня | OTB Open Скенектаді, США Категорія 1 $75,000 - Тверде - 56S/28D Одиночний розряд - Парний розряд                                                                          | Мішелл Джаггерд-Лай Ху На 6–3, 6–2              | Сандра Берч Деббі Грем             | Гретхен Раш Гелл Сіоффі             | Енн Генрікссон Рената Марцинковська Стейсі Мартін Сандра Берч    |
| 24 липня | Volvo Open Бостад, Швеція Категорія 1 $75,000 - Ґрунт - 64S/32D/32Q Одиночний розряд - Парний розряд                                                                      | Катарина Малеєва 6–1, 6–3                       | Забіне Гак                         | Сандра Чеккіні Марія Страндлунд     | Каті Каверзасіо Nanne Dalhman Ізабель Куето Радка Зрубакова      |
| 24 липня | Volvo Open Бостад, Швеція Категорія 1 $75,000 - Ґрунт - 64S/32D/32Q Одиночний розряд - Парний розряд                                                                      | Мерседес Пас Тіна Шоєр-Ларсен 6–2, 7–5          | Сабрина Голеш Катарина Малеєва     | Сандра Чеккіні Марія Страндлунд     | Каті Каверзасіо Nanne Dalhman Ізабель Куето Радка Зрубакова      |
| 31 липня | Vitosha New Otani Open Софія, Болгарія Категорія 1 $50,000 - Ґрунт - 32S/16D/32Q Одиночний розряд - Парний розряд                                                         | Ізабель Куето 6–2, 7–6(7–3)                     | Катарина Малеєва                   | Барбара Романо Ангелікі Канеллопулу | Зілке Маєр Петра Лангрова Сесілія Дальман Сабрина Голеш          |
| 31 липня | Vitosha New Otani Open Софія, Болгарія Категорія 1 $50,000 - Ґрунт - 32S/16D/32Q Одиночний розряд - Парний розряд                                                         | Лаура Гарроне Лаура Голарса 6–4, 7–5            | Зілке Маєр Елена Пампулова         | Барбара Романо Ангелікі Канеллопулу | Зілке Маєр Петра Лангрова Сесілія Дальман Сабрина Голеш          |
| 31 липня | Great American Bank Classic Сан-Дієго, США Категорія 3 $200,000 - Тверде - 32S/16D/32Q Одиночний розряд - Парний розряд                                                   | Штеффі Граф 6–4, 7–5                            | Зіна Гаррісон                      | Беттіна Бюнге Наталі Тозья          | Клаудія Коде-Кільш Енн Гроссман Робін Вайт Гретхен Раш           |
| 31 липня | Great American Bank Classic Сан-Дієго, США Категорія 3 $200,000 - Тверде - 32S/16D/32Q Одиночний розряд - Парний розряд                                                   | Еліз Берджін Розалін Феербенк 4–6, 6–3, 6–3     | Гретхен Раш Робін Вайт             | Беттіна Бюнге Наталі Тозья          | Клаудія Коде-Кільш Енн Гроссман Робін Вайт Гретхен Раш           |

### Серпень
| Тиждень   | Турнір | Чемпіонки                                         | Фіналістки                                  | Півфіналістки                   | Чвертьфіналістки                                                   |
| --------- | --- | ------------------------------------------------- | ------------------------------------------- | ------------------------------- | ------------------------------------------------------------------ |
| 7 серпня  | Virginia Slims of Los Angeles Мангеттен-Біч (Каліфорнія), США Категорія 5 $300,000 - Тверде - 64S/32D/32Q Одиночний розряд - Парний розряд | Мартіна Навратілова 6–0, 6–2                      | Габріела Сабатіні                           | Зіна Гаррісон Пем Шрайвер       | Гана Мандлікова Наталі Тозья Мері Джо Фернандес Катаріна Ліндквіст |
| 7 серпня  | Virginia Slims of Los Angeles Мангеттен-Біч (Каліфорнія), США Категорія 5 $300,000 - Тверде - 64S/32D/32Q Одиночний розряд - Парний розряд | Мартіна Навратілова Венді Тернбулл 5–2, retired   | Мері Джо Фернандес Клаудія Коде-Кільш       | Зіна Гаррісон Пем Шрайвер       | Гана Мандлікова Наталі Тозья Мері Джо Фернандес Катаріна Ліндквіст |
| 14 серпня | United Jersey Bank Classic Мава (Нью-Джерсі), США Категорія 3 $200,000 - Тверде - 32S/16D/32Q Одиночний розряд - Парний розряд             | Штеффі Граф 7–5, 6–2                              | Андреа Темешварі                            | Лінда Феррандо Стейсі Мартін    | Гана Мандлікова Лаура Аррая Паскаль Параді Сільвія Ганіка          |
| 14 серпня | United Jersey Bank Classic Мава (Нью-Джерсі), США Категорія 3 $200,000 - Тверде - 32S/16D/32Q Одиночний розряд - Парний розряд             | Штеффі Граф Пем Шрайвер 6–2, 6–4                  | Луїс Аллен Лаура Аррая                      | Лінда Феррандо Стейсі Мартін    | Гана Мандлікова Лаура Аррая Паскаль Параді Сільвія Ганіка          |
| 14 серпня | Virginia Slims of Albuquerque Альбукерке, США Категорія 2 $100,000 - Тверде - 32S/16D/32Q Одиночний розряд - Парний розряд                 | Лорі Макніл 6–1, 6–3                              | Елна Рейнах                                 | Бетсі Нагелсен Емі Фрейзер      | Енн Сміт Беверлі Бовіс Енн Мінтер Мануела Малеєва                  |
| 14 серпня | Virginia Slims of Albuquerque Альбукерке, США Категорія 2 $100,000 - Тверде - 32S/16D/32Q Одиночний розряд - Парний розряд                 | Ніколь Брадтке Елна Рейнах 4–6, 6–4, 6–2          | Раффаелла Реджі Аранча Санчес Вікаріо       | Бетсі Нагелсен Емі Фрейзер      | Енн Сміт Беверлі Бовіс Енн Мінтер Мануела Малеєва                  |
| 21 серпня | Player's Canadian Open Торонто, Ontario, Канада Категорія 5 $300,000 - Тверде - 64S/32D/32Q Одиночний розряд - Парний розряд               | Мартіна Навратілова 6–2, 6–2                      | Аранча Санчес Вікаріо                       | Енн Мінтер Габріела Сабатіні    | Міягі Нана Сільвія Ганіка Наталі Тозья Яна Новотна                 |
| 21 серпня | Player's Canadian Open Торонто, Ontario, Канада Категорія 5 $300,000 - Тверде - 64S/32D/32Q Одиночний розряд - Парний розряд               | Джиджі Фернандес Робін Вайт 6–1, 7–5              | Мартіна Навратілова Лариса Савченко-Нейланд | Енн Мінтер Габріела Сабатіні    | Міягі Нана Сільвія Ганіка Наталі Тозья Яна Новотна                 |
| 28 серпня | Відкритий чемпіонат США з тенісу Нью-Йорк, США $2,000,000 - Тверде - 128S/64D/64Q/32X Одиночний розряд - Парний розряд - Мікст             | Штеффі Граф 3–6, 7–5, 6–1                         | Мартіна Навратілова                         | Габріела Сабатіні Зіна Гаррісон | Гелена Сукова Аранча Санчес Вікаріо Кріс Еверт Мануела Малеєва     |
| 28 серпня | Відкритий чемпіонат США з тенісу Нью-Йорк, США $2,000,000 - Тверде - 128S/64D/64Q/32X Одиночний розряд - Парний розряд - Мікст             | Гана Мандлікова Мартіна Навратілова 5–7, 6–4, 6–4 | Мері Джо Фернандес Пем Шрайвер              | Габріела Сабатіні Зіна Гаррісон | Гелена Сукова Аранча Санчес Вікаріо Кріс Еверт Мануела Малеєва     |
| 28 серпня | Відкритий чемпіонат США з тенісу Нью-Йорк, США $2,000,000 - Тверде - 128S/64D/64Q/32X Одиночний розряд - Парний розряд - Мікст             | Робін Вайт Шелбі Кеннон 3–6, 6–2, 7–5             | Мередіт Макґрат Рік Ліч                     | Габріела Сабатіні Зіна Гаррісон | Гелена Сукова Аранча Санчес Вікаріо Кріс Еверт Мануела Малеєва     |

### Вересень
| Тиждень    | Турнір | Чемпіонки                                        | Фіналістки                     | Півфіналістки                  | Чвертьфіналістки                                                          |
| ---------- | --- | ------------------------------------------------ | ------------------------------ | ------------------------------ | ------------------------------------------------------------------------- |
| 11 вересня | Athens Trophy Афіни, Греція Категорія 1 $75,000 - Ґрунт - 32S/16D/32Q Одиночний розряд - Парний розряд                 | Сесілія Дальман 6–3, 1–6, 7–5                    | Рейчел Макквіллан              | Лаура Гарроне Франческа Романо | Барбара Романо Іва Бударжова Ангелікі Канеллопулу Сандра Чеккіні          |
| 11 вересня | Athens Trophy Афіни, Греція Категорія 1 $75,000 - Ґрунт - 32S/16D/32Q Одиночний розряд - Парний розряд                 | Сандра Чеккіні Патрісія Тарабіні 4–6, 6–4, 6–2   | Зілке Маєр Елена Пампулова     | Лаура Гарроне Франческа Романо | Барбара Романо Іва Бударжова Ангелікі Канеллопулу Сандра Чеккіні          |
| 11 вересня | Virginia Slims of Arizona Скоттсдейл, США Категорія 2 $100,000 - Тверде - 32S/16D/32Q Одиночний розряд - Парний розряд | Кончіта Мартінес 3–6, 6–4, 6–2                   | Еліз Берджін                   | Аманда Кетцер Ніколь Брадтке   | Шон Стаффорд Беверлі Бовіс Флоренсія Лабат Катарина Малеєва               |
| 11 вересня | Virginia Slims of Arizona Скоттсдейл, США Категорія 2 $100,000 - Тверде - 32S/16D/32Q Одиночний розряд - Парний розряд | Пенні Барг Пінат Луї Гарпер 7–6(16–14), 7–6(7–3) | Еліз Берджін Розалін Феербенк  | Аманда Кетцер Ніколь Брадтке   | Шон Стаффорд Беверлі Бовіс Флоренсія Лабат Катарина Малеєва               |
| 11 вересня | Virginia Slims Doubles Championships Токіо, Японія WTA Championships $175,000 - Килим (i) - 8D Парний розряд           | Джиджі Фернандес Робін Вайт 6–2, 6–2             | Елізабет Смайлі Венді Тернбулл |                                |                                                                           |
| 18 вересня | Open Clarins Париж, Франція Категорія 2 $100,000 - Ґрунт - 32S/16D/32Q Одиночний розряд - Парний розряд                | Сандра Чеккіні 6–4, 6–7(5–7), 6–1                | Регіна Райхртова               | Каті Каверзасіо Петра Лангрова | Наталі Тозья Радка Зрубакова Елена Пампулова Ізабель Куето                |
| 18 вересня | Open Clarins Париж, Франція Категорія 2 $100,000 - Ґрунт - 32S/16D/32Q Одиночний розряд - Парний розряд                | Сандра Чеккіні Патрісія Тарабіні 6–1, 6–1        | Наталі Ерреман Катрін Сюїр     | Каті Каверзасіо Петра Лангрова | Наталі Тозья Радка Зрубакова Елена Пампулова Ізабель Куето                |
| 18 вересня | Virginia Slims of Dallas Даллас, США Категорія 4 $250,000 - Тверде (i) - 28S/16D/32Q Одиночний розряд - Парний розряд  | Мартіна Навратілова 7–6(7–2), 6–3                | Моніка Селеш                   | Мануела Малеєва Енн Сміт       | Мері Джо Фернандес Раффаелла Реджі Розалін Феербенк Аранча Санчес Вікаріо |
| 18 вересня | Virginia Slims of Dallas Даллас, США Категорія 4 $250,000 - Тверде (i) - 28S/16D/32Q Одиночний розряд - Парний розряд  | Мері Джо Фернандес Бетсі Нагелсен 7–6(7–5), 6–3  | Еліз Берджін Розалін Феербенк  | Мануела Малеєва Енн Сміт       | Мері Джо Фернандес Раффаелла Реджі Розалін Феербенк Аранча Санчес Вікаріо |

### Жовтень
| Тиждень   | Турнір | Чемпіонки                                                                            | Фіналістки                             | Півфіналістки                             | Чвертьфіналістки                                                                    |
| --------- | --- | ------------------------------------------------------------------------------------ | -------------------------------------- | ----------------------------------------- | ----------------------------------------------------------------------------------- |
| 2 жовтня  | Fed Cup Tokyo, Японія, Тверде Team Турнір $0 - Ґрунт – 32 Teams                                                                        | Сполучені Штати Америки · 3–0                                                        | Іспанія                                | Чехословаччина · Австралія                | Федеративна Республіка Німеччина (1949—1990) · Австрія · Болгарія · Радянський Союз |
| 9 жовтня  | Virginia Slims of Moscow Москва, Soviet Union Категорія 2 $100,000 - Тверде - 32S/16D/32Q Одиночний розряд - Парний розряд             | Гретхен Раш 6–3, 6–4                                                                 | Наташа Звєрєва                         | Лариса Савченко-Нейланд Наталія Медведєва | Жулі Алар-Декюжі Лаура Голарса Забіне Гак Марія Страндлунд                          |
| 9 жовтня  | Virginia Slims of Moscow Москва, Soviet Union Категорія 2 $100,000 - Тверде - 32S/16D/32Q Одиночний розряд - Парний розряд             | Лариса Савченко-Нейланд Наташа Звєрєва 6–3, 6–4                                      | Наталі Ерреман Катрін Сюїр             | Лариса Савченко-Нейланд Наталія Медведєва | Жулі Алар-Декюжі Лаура Голарса Забіне Гак Марія Страндлунд                          |
| 9 жовтня  | Porsche Tennis Grand Prix Фільдерштадт, West Німеччина Категорія 4 $250,000 - Килим (i) - 32S/16D/32Q Одиночний розряд - Парний розряд | Габріела Сабатіні 7–6(7–5), 6–4                                                      | Мері Джо Фернандес                     | Лаура Аррая Зіна Гаррісон                 | Гана Мандлікова Радка Зрубакова Моніка Селеш Джиджі Фернандес                       |
| 9 жовтня  | Porsche Tennis Grand Prix Фільдерштадт, West Німеччина Категорія 4 $250,000 - Килим (i) - 32S/16D/32Q Одиночний розряд - Парний розряд | Джиджі Фернандес Робін Вайт 6–4, 7–6(6–2)                                            | Раффаелла Реджі Елна Рейнах            | Лаура Аррая Зіна Гаррісон                 | Гана Мандлікова Радка Зрубакова Моніка Селеш Джиджі Фернандес                       |
| 16 жовтня | WTA Bayonne Байонна, Франція Категорія 2 $100,000 - Тверде (i) - 32S/16D/32Q Одиночний розряд - Парний розряд                          | Катарина Малеєва 6–2, 6–2                                                            | Кончіта Мартінес                       | Раффаелла Реджі Кеті Ріналді              | Барбара Паулюс Вілтруд Пробст Беттіна Бюнге Клаудія Порвік                          |
| 16 жовтня | WTA Bayonne Байонна, Франція Категорія 2 $100,000 - Тверде (i) - 32S/16D/32Q Одиночний розряд - Парний розряд                          | Манон Боллеграф Катрін Танв'є 7–6(7–3), 7–5                                          | Елна Рейнах Раффаелла Реджі            | Раффаелла Реджі Кеті Ріналді              | Барбара Паулюс Вілтруд Пробст Беттіна Бюнге Клаудія Порвік                          |
| 16 жовтня | European Indoors Цюрих, Швейцарія Категорія 4 $250,000 - Килим (i) - 32S/16D Одиночний розряд - Парний розряд                          | Штеффі Граф 6–1, 7–6(8–6)                                                            | Яна Новотна                            | Гелена Сукова Моніка Селеш                | Карін Кентрек Гана Мандлікова Гелен Келесі Наталі Тозья                             |
| 16 жовтня | European Indoors Цюрих, Швейцарія Категорія 4 $250,000 - Килим (i) - 32S/16D Одиночний розряд - Парний розряд                          | Яна Новотна Гелена Сукова 6–3, 3–6, 6–4                                              | Наталі Тозья Юдіт Візнер               | Гелена Сукова Моніка Селеш                | Карін Кентрек Гана Мандлікова Гелен Келесі Наталі Тозья                             |
| 12 жовтня | Midland Group Championships Брайтон, Велика Британія Категорія 4 $250,000 - Тверде (i) - 32S/16D/32Q Одиночний розряд - Парний розряд  | Штеффі Граф 7–5, 6–4                                                                 | Моніка Селеш                           | Яна Новотна Мануела Малеєва               | Елна Рейнах Раффаелла Реджі Гана Мандлікова Катаріна Ліндквіст                      |
| 12 жовтня | Midland Group Championships Брайтон, Велика Британія Категорія 4 $250,000 - Тверде (i) - 32S/16D/32Q Одиночний розряд - Парний розряд  | Катріна Адамс Лорі Макніл 4–6, 7–6(9–7), 6–4                                         | Гана Мандлікова Яна Новотна            | Яна Новотна Мануела Малеєва               | Елна Рейнах Раффаелла Реджі Гана Мандлікова Катаріна Ліндквіст                      |
| 12 жовтня | Puerto Rico Open Сан-Хуан, Пуерто-Рико Категорія 2 $100,000 - Тверде (i) - 32S/16D/32Q Одиночний розряд - Парний розряд                | Лаура Аррая 6–1, 6–2                                                                 | Джиджі Фернандес                       | Наташа Звєрєва Гелен Келесі               | Донна Фейбер Камілл Бенджамін Рене Сімпсон Патрісія Тарабіні                        |
| 12 жовтня | Puerto Rico Open Сан-Хуан, Пуерто-Рико Категорія 2 $100,000 - Тверде (i) - 32S/16D/32Q Одиночний розряд - Парний розряд                | Кеммі Макгрегор / Ронні Рейс vs. Джиджі Фернандес / Робін Вайт Suspended due to rain |                                        | Наташа Звєрєва Гелен Келесі               | Донна Фейбер Камілл Бенджамін Рене Сімпсон Патрісія Тарабіні                        |
| 30 жовтня | Virginia Slims of Indianapolis Індіанаполіс, США Категорія 2 $100,000 - Тверде (i) - 32S/16D/32Q Одиночний розряд - Парний розряд      | Катарина Малеєва 6–4, 6–4                                                            | Раффаелла Реджі                        | Емі Фрейзер Ронні Рейс                    | Наталія Медведєва Гелл Сіоффі Лариса Савченко-Нейланд Яна Поспішилова               |
| 30 жовтня | Virginia Slims of Indianapolis Індіанаполіс, США Категорія 2 $100,000 - Тверде (i) - 32S/16D/32Q Одиночний розряд - Парний розряд      | Катріна Адамс Лорі Макніл 6–4, 6–4                                                   | Клаудія Порвік Лариса Савченко-Нейланд | Емі Фрейзер Ронні Рейс                    | Наталія Медведєва Гелл Сіоффі Лариса Савченко-Нейланд Яна Поспішилова               |
| 30 жовтня | Virginia Slims of New England Вустер (Массачусетс), США Категорія 5 $300,000 - Тверде (i) - 32S/16D Одиночний розряд - Парний розряд   | Мартіна Навратілова 6–2, 6–3                                                         | Зіна Гаррісон                          | Енн Сміт Габріела Сабатіні                | Пем Шрайвер Кончіта Мартінес Елізабет Смайлі Розалін Феербенк                       |
| 30 жовтня | Virginia Slims of New England Вустер (Массачусетс), США Категорія 5 $300,000 - Тверде (i) - 32S/16D Одиночний розряд - Парний розряд   | Мартіна Навратілова Пем Шрайвер 4–6, 6–4, 6–4                                        | Еліз Берджін Розалін Феербенк          | Енн Сміт Габріела Сабатіні                | Пем Шрайвер Кончіта Мартінес Елізабет Смайлі Розалін Феербенк                       |

### Листопад
| Тиждень      | Турнір | Чемпіонки                                               | Фіналістки                             | Півфіналістки                           | Чвертьфіналістки                                              |
| ------------ | --- | ------------------------------------------------------- | -------------------------------------- | --------------------------------------- | ------------------------------------------------------------- |
| 6 листопада  | Virginia Slims of Chicago Чикаго, США Категорія 4 $250,000 - Тверде (i) - 28S/16D Одиночний розряд - Парний розряд            | Зіна Гаррісон 6–3, 2–6, 6–4                             | Лариса Савченко-Нейланд                | Гелена Сукова Мануела Малеєва           | Мартіна Навратілова Енн Генрікссон Гретхен Раш Пем Шрайвер    |
| 6 листопада  | Virginia Slims of Chicago Чикаго, США Категорія 4 $250,000 - Тверде (i) - 28S/16D Одиночний розряд - Парний розряд            | Лариса Савченко-Нейланд Наташа Звєрєва 6–3, 2–6, 6–3    | Яна Новотна Гелена Сукова              | Гелена Сукова Мануела Малеєва           | Мартіна Навратілова Енн Генрікссон Гретхен Раш Пем Шрайвер    |
| 6 листопада  | Virginia Slims of Nashville Нашвілл, США Категорія 2 $100,000 - Тверде (i) - 32S/16D/32Q Одиночний розряд - Парний розряд     | Лейла Месхі 6–2, 6–3                                    | Гелен Келесі                           | Манон Боллеграф Сьюзен Слоун            | Катарина Малеєва Наталія Медведєва Венді Вайт Яна Поспішилова |
| 6 листопада  | Virginia Slims of Nashville Нашвілл, США Категорія 2 $100,000 - Тверде (i) - 32S/16D/32Q Одиночний розряд - Парний розряд     | Манон Боллеграф Мередіт Макґрат 1–6, 7–6(7–5), 7–6(7–4) | Наталія Медведєва Лейла Месхі          | Манон Боллеграф Сьюзен Слоун            | Катарина Малеєва Наталія Медведєва Венді Вайт Яна Поспішилова |
| 13 листопада | Virginia Slims Championships Нью-Йорк, США WTA Championships $1,000,000 - Килим (i) - 16S/8D Одиночний розряд - Парний розряд | Штеффі Граф 6–4, 7–5, 2–6, 6–2                          | Мартіна Навратілова                    | Габріела Сабатіні Аранча Санчес Вікаріо | Гелена Сукова Зіна Гаррісон Мануела Малеєва Моніка Селеш      |
| 13 листопада | Virginia Slims Championships Нью-Йорк, США WTA Championships $1,000,000 - Килим (i) - 16S/8D Одиночний розряд - Парний розряд | Мартіна Навратілова Пем Шрайвер 6–3, 6–2                | Лариса Савченко-Нейланд Наташа Звєрєва | Габріела Сабатіні Аранча Санчес Вікаріо | Гелена Сукова Зіна Гаррісон Мануела Малеєва Моніка Селеш      |

## Рейтинги
Нижче наведено по двадцять перших на кінець року гравчинь у рейтингу WTA в одиночному та парному розряді.
| Одиночний розряд | Одиночний розряд              | Одиночний розряд | Одиночний розряд | Одиночний розряд |
| ---------------- | ----------------------------- | ---------------- | ---------------- | ---------------- |
| Ранг             | Гравчиня                      | Пункти           | 1988             | Зміна            |
| 1                | Штеффі Граф (FRG)             | 300.9980         | 1                | =                |
| 2                | Мартіна Навратілова (USA)     | 208.1995         | 2                | =                |
| 3                | Габріела Сабатіні (ARG)       | 166.5597         | 4                | +1               |
| 4                | Зіна Гаррісон (USA)           | 128.4947         | 9                | +5               |
| 5                | Аранча Санчес Вікаріо (ESP)   | 121.2214         | 18               | +13              |
| 6                | Моніка Селеш (YUG)            | 117.2153         | 86               | +80              |
| 7                | Кончіта Мартінес (ESP)        | 87.8854          | 41               | +34              |
| 8                | Гелена Сукова (TCH)           | 87.3127          | 8                | =                |
| 9                | Мануела Малеєва (SUI)         | 84.0804          | 6                | -3               |
| 10               | Кріс Еверт (USA)              | 79.7917          | 3                | -7               |
| 11               | Яна Новотна (TCH)             | 74.7833          | 35               | +24              |
| 12               | Мері Джо Фернандес (USA)      | 71.5744          | 15               | +3               |
| 13               | Гелен Келесі (CAN)            | 52.7489          | 19               | +6               |
| 14               | Гана Мандлікова (AUS)         | 51.1944          | 29               | +15              |
| 15               | Катарина Малеєва (BUL)        | 51.1071          | 11               | -4               |
| 16               | Катаріна Ліндквіст (SWE)      | 46.6842          | 42               | +26              |
| 17               | Пем Шрайвер (USA)             | 46.0357          | 6                | +11              |
| 18               | Белінда Кордвелл (NZL)        | 44.7692          | 61               | +43              |
| 19               | Лаура Аррая (PER)             | 44.4286          | NR               | NR               |
| 20               | Лариса Савченко-Нейланд (URS) | 43.2813          | 16               | -4               |

| Парний розряд | Парний розряд                 | Парний розряд | Парний розряд | Парний розряд |
| ------------- | ----------------------------- | ------------- | ------------- | ------------- |
| Ранг          | Гравчиня                      | Пункти        | 1988          | Зміна         |
| 1             | Мартіна Навратілова (USA)     | 361.8135      | 1             | =             |
| 2             | Гелена Сукова (TCH)           | 290.7845      | 4             | +2            |
| 3             | Лариса Савченко-Нейланд (URS) | 280.1181      | 9             | +6            |
| 4             | Пем Шрайвер (USA)             | 279.7621      | 2             | -2            |
| 5             | Яна Новотна (TCH)             | 270.7337      | 13            | +8            |
| 6             | Наташа Звєрєва (URS)          | 259.5676      | 11            | +5            |
| 7             | Джиджі Фернандес (USA)        | 210.1921      | 6             | -1            |
| 8             | Мері Джо Фернандес (USA)      | 209.0000      | 63            | +55           |
| 9             | Зіна Гаррісон (USA)           | 199.6011      | 7             | -2            |
| 10            | Катріна Адамс (USA)           | 193.6407      | 14            | +4            |
| 11            | Штеффі Граф (FRG)             | 174.2000      | 5             | -6            |
| 12            | Робін Вайт (USA)              | 168.2980      | 15            | +3            |
| 13            | Венді Тернбулл (AUS)          | 167.7390      | 17            | +14           |
| 14            | Елізабет Смайлі (AUS)         | 163.7508      | 20            | +6            |
| 15            | Патті Фендік (USA)            | 162.9735      | 18            | +3            |
| 16            | Лорі Макніл (USA)             | 159.6453      | 10            | -6            |
| 17            | Гана Мандлікова (AUS)         | 155.3529      | 60            | +43           |
| 18            | Джилл Гетерінгтон (CAN)       | 151.3596      | 16            | -2            |
| 19            | Габріела Сабатіні (ARG)       | 148.700       | 3             | -16           |
| 20            | Елна Рейнах (RSA)             | 136.4375      | 42            | +22           |